# Emma Sparre
Emma Josepha Sparre, född Munktell den 29 juni 1851 i Grycksbo, död den 8 september 1913 i Rättvik, var en svensk friherrinna, konstnär och diktare.

## Biografi
Emma Sparre var dotter till brukspatronen och musikern Henrik Munktell och dennes maka företagsledaren Augusta Munktell samt syster till tonsättarna Helena Munktell och Amalia Hjelm. Hon var gift 1870–1891 med kaptenen och konstnären, friherre Carl Axel Ambjörn Sparre. Vidare var hon mor till konstnären Märta Améen.
Emma Munktell föddes på Grycksbo herrgård som näst yngst av nio barn. Föräldrarna levde i ett disharmoniskt äktenskap och därför bodde modern till stor del i Stockholm. Men hemmet var konstnärligt fruktbart för barnen och de uppmuntrades i kulturell förkovran och bildning. När fadern dog flyttade hela familjen till Stockholm, varifrån modern skötte affärerna. Där studerade Emma Munktell måleri privat för August Malmström vid Konstakademien. Hon studerade senare vidare i Düsseldorf, Rom och särskilt i Paris där hon skaffade en ateljé och utbildade sig hos de populära målarna Gustave Courtois och Pascal-Adolphe-Jean Dagnan-Bouveret. Sparres ateljé blev en träffpunkt för många konstnärer och medlemmar ur societeten i Paris. Ett brett salongsliv frodades där, med musikaliska och andra soaréer som var vanliga i barnen Munktells uppväxtmiljö.
Hennes konstnärliga stil anknöt till tidens smak av genremålningar, sagobilder och monumentaldukar, men hon gav sina mest personliga bidrag inom porträttkonsten. Efter sekelskiftet började hon intressera sig för landskapsmålningar, men hela tiden fanns där en smak för heminredning, med betoning på hemslöjd. Denna sida fick fullt utlopp när Emma Sparre återvände till hemlandet. Hennes konstverk har bedömts olika, från "hållna i bjärta skrikande färger" till att ha "den varma kolorit man vant sig att finna hos denna ovanliga färgvirtuos".
Emma Sparre flyttade till Sverige på 1890-talet och lät 1897 bygga huset Solgården i Sjurberg i Dalarna efter en ritning av hennes svärsons kusin Gustaf Améen. Hon besöktes av många berömda gäster under denna sista tid, bland andra Selma Lagerlöf och Anders Zorn. Solgården förklarades som byggnadsminne år 2001. Sparre finns representerad vid bland annat Nationalmuseum i Stockholm och Norrköpings konstmuseum.

## Verk

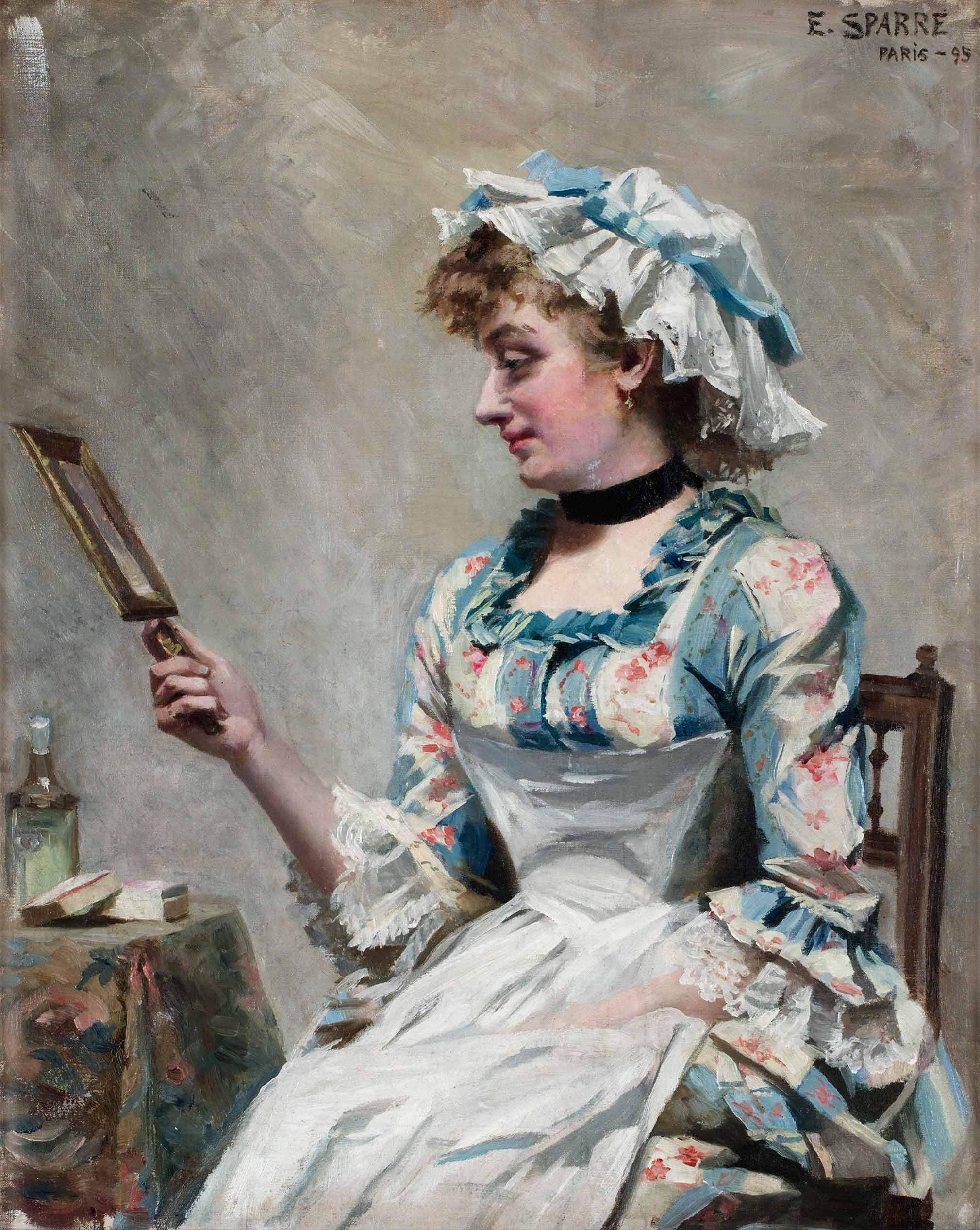
Friherrinnan (1895)

## Temamålningar
- I ro (1882). Utställd på sjunde impressionistutställningen
- Trollbunden (folksägen från Dalarna, 1887)
- Modlös (1890)

## Porträtt
- Konstnärinnans moder (1885)
- Grupporträtt av landshövding Hans Wachtmeister och hans söner på Johannishus slott (1896)

## Utställningar
- världsutställningen i Paris 1878
- Göteborgsutställningen 1881 och Göteborgsutställningen 1891
- Konstakademiens utställningar i Stockholm 1885 och 1887
- Salongen i Paris 1887
- Den nordiska konst- och industriutställningen i Köpenhamn 1888
- världsutställningen i Paris 1889 där hon belönades med mention honorable)
- World Columbian Exposition i Chicago 1893
- Nya salongen i Paris 1890 och 1897
- Svenska konstnärernas förenings utställning i Stockholm 1900
- Svensk konst, utställning i Helsingborg 1903
- Föreningen Svenska Konstnärinnors utställning på Konstakademien i Stockholm 1911